# Pernambucosparvuggla
Pernambucosparvuggla (Glaucidium mooreorum) är en akut utrotningshotad fågel i familjen ugglor som enbart förekommer i Brasilien. Den beskrevs som ny för vetenskapen så sent som 2002.

## Utseende och läten
Pernambucosparvugglan är en mycket liten (13 cm) uggla tillhörande det neotropiska artkomplexet kring dvärgsparvugglan, men är blekare och har längre stjärt och kortare vingar än övriga arter. Den är ljust grå till kastanejbrun på  huvudet översållat med tydliga vita fläckar ner till bakre delen av nacken. Vidare syns ett vitt halsband och roststreckad vit undersida, medan ryggen är kastanjebrun. Stjärten är mörk med vita fläckar. Lätet beskrivs som en kort serie med fem till sju toner.

## Utbredning och status
Fågeln förekommer i sydöstra Pernambuco i östra Brasilien. Typexemplaret kom från det lilla skogsreservatet Reserva Biológica de Saltinho och fågelns läte spelades även in i samma område 1990. I november 2001 hittades arten även i ett 100 hektar stort skogsområde vid Usina Trapiche. Eftersökningar i Pernambuco och även i Alagoas har dock inte lett till fler fynd. Det kända utbredningsområdet är mycket litet och mängden tillgänglig habitat minskar till följd av hårt tryck från människan. Världspopulationen uppskattas till högst 50 vuxna individer. Allt detta sammantaget gör att internationella naturvårdsunionen IUCN kategoriserar arten som akut hotad, med tillägget möjligen utdöd.

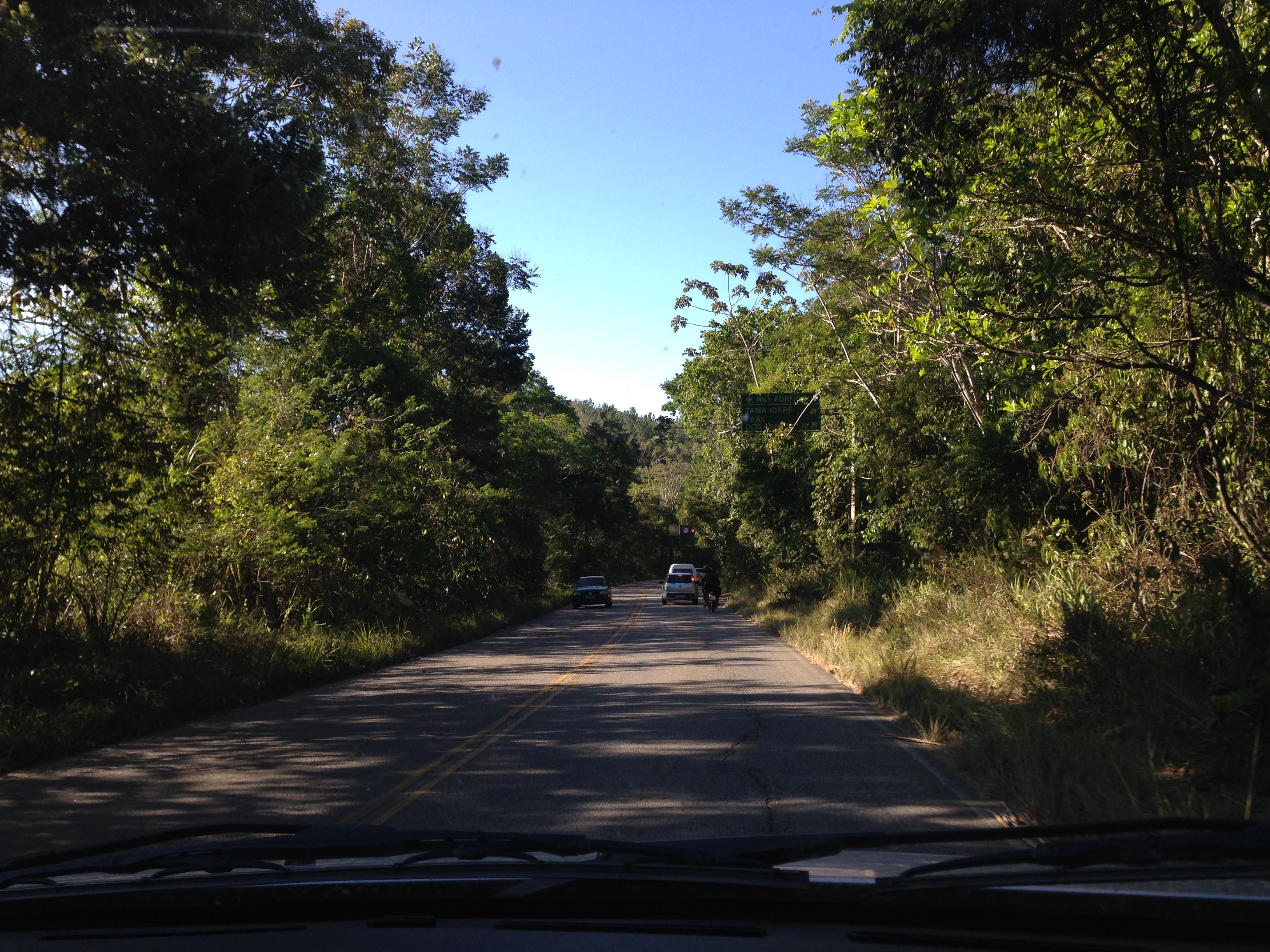
Fågeln upptäcktes 1990 i Reserva Biológica de Saltinho i Pernambuco, Brasilien.

## Namn
Fågelns vetenskapliga artnamn hedrar Gordon E. Moore, amerikansk entreprenör, filantrop och medgrundare av Intel, samt hans fru Betty Irene Moore, född Whitaker.